# Burg Alt-Geroldseck
Alt-Geroldseck, auch Rauhkasten genannt, ist der Ruinenrest einer Spornburg 1750 Meter nördlich der Ruine Hohengeroldseck auf einer 604 m ü. NN hohen Spornkuppe bei Schönberg, einem Ortsteil der Gemeinde Seelbach, im Ortenaukreis in Baden-Württemberg.

## Geschichte

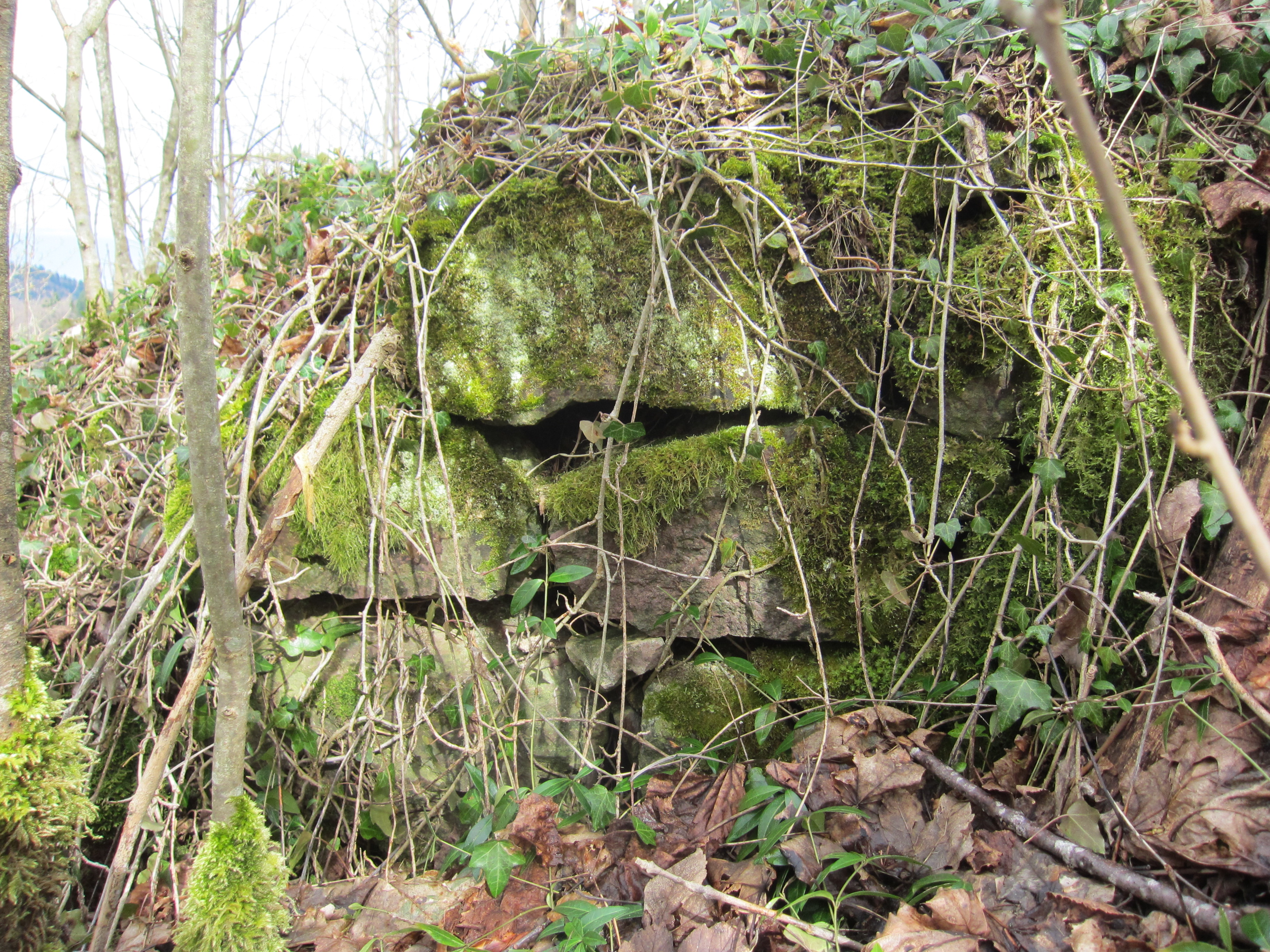
Reste der Schildmauer

Die Burg wurde im 12. Jahrhundert von den Herren von Geroldseck erbaut und 1139 erstmals urkundlich erwähnt. 1277 wurde die Burg zugunsten von Hohengeroldseck aufgegeben. Von der kleinen, nur 400 Quadratmeter großen Burganlage sind nur noch wenige Mauerreste der Schildmauer und des Palas sowie der Halsgraben erhalten.